# Fundacja im. Zofii Rydet
Fundacja im. Zofii Rydet – polska organizacja pozarządowa mająca na celu ochronę i dbanie o dostępność do spuścizny fotograficznej Zofii Rydet.

## Historia Fundacji
Fundacja została utworzona w 2011 roku przez Marię Sokół-Augustyńską oraz Zofię Augustyńską-Martyniak. W roku 2013 Fundacja powołała Radę Programową, w której skład wchodzą: Andrzej Różycki, Ewa Pasternak-Kapera oraz Karol Joźwiak, stale wspierający działalność Fundacji, na wielu jej płaszczyznach.

## Działania Fundacji

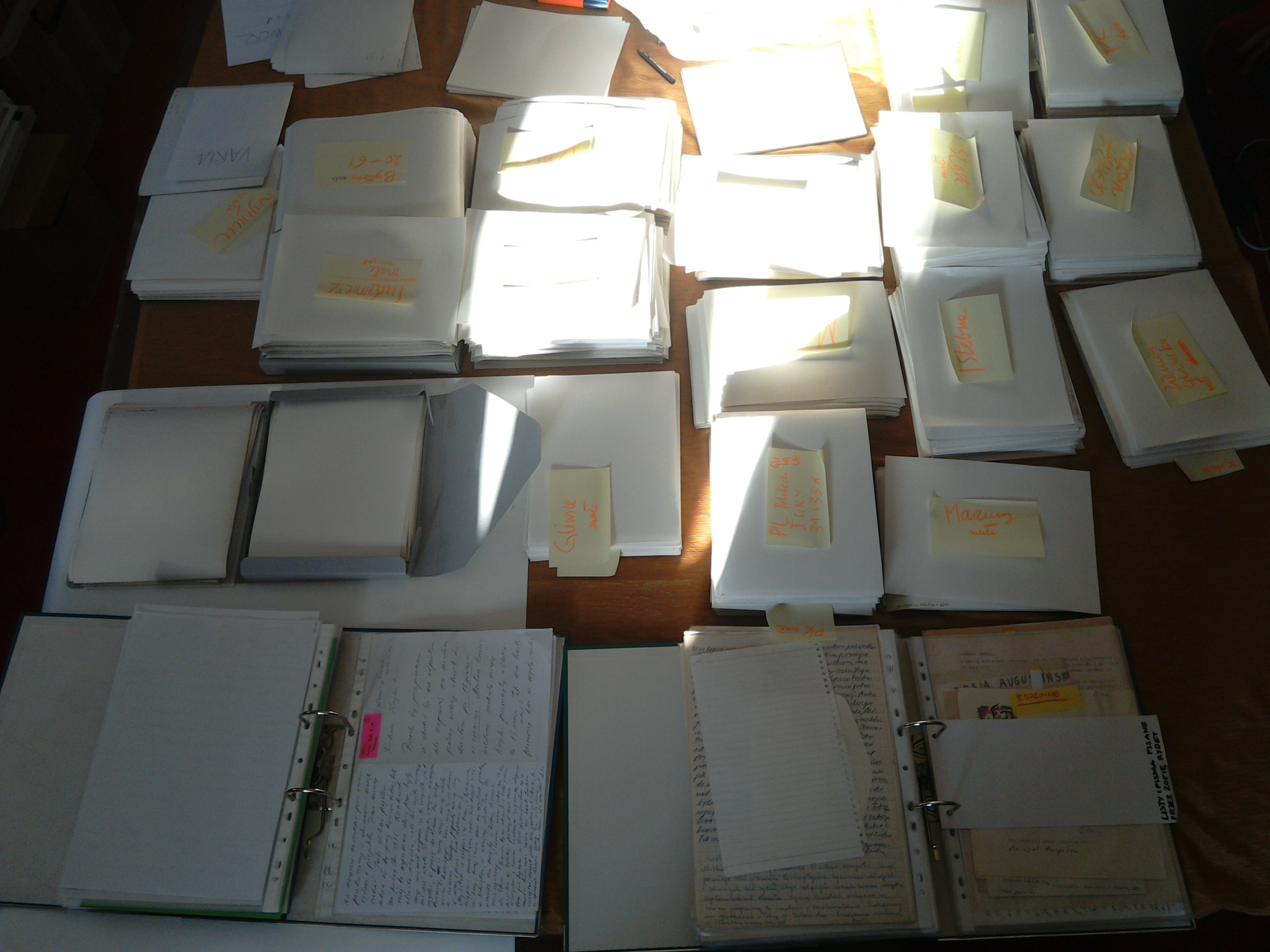
Fragment zasobu archiwum Fundacji im. Zofii Rydet w trakcie prac archiwizacyjnych. Autorskie odbitki podczas segregacji i inwentaryzacji.

Podstawową działalnością Fundacji jest inwentaryzacja i digitalizacja spuścizny Zofii Rydet. Zasób archiwum obejmuje 40 lat działalności twórczej artystki. Fundacja dba również o merytoryczne opracowanie całości spuścizny artystycznej, popularyzowanie twórczości artystki – zwłaszcza o współczesne jej ujęcie.
W pierwszym roku działania partnerem strategicznym Fundacji zostało Muzeum Śląskie w Katowicach, wspólnie z którym zorganizowano wystawę „Dopełnienie konieczne”, a także wydano publikację pt. „Inwentaryzacja wizerunków” (Kraków, 2013).
Współpraca z warszawską Fundacją Archeologia Fotografii zaowocowała reedycją cenionego albumu „Mały człowiek” (Warszawa, 2012) w opracowaniu graficznym Andrzeja Zamecznika.
W kolejnych latach działalności Fundacja organizowała i współorganizowała szereg wystaw prac Zofii Rydet w kraju i zagranicą. Zainicjowała także cykliczne wydarzenie edukacyjno-warsztatowe, według koncepcji Agnieszki Pajączkowskiej, pt. „Coś, co zostanie”, bazujące na metodzie pracy Zofii Rydet oraz na jej fotografiach.

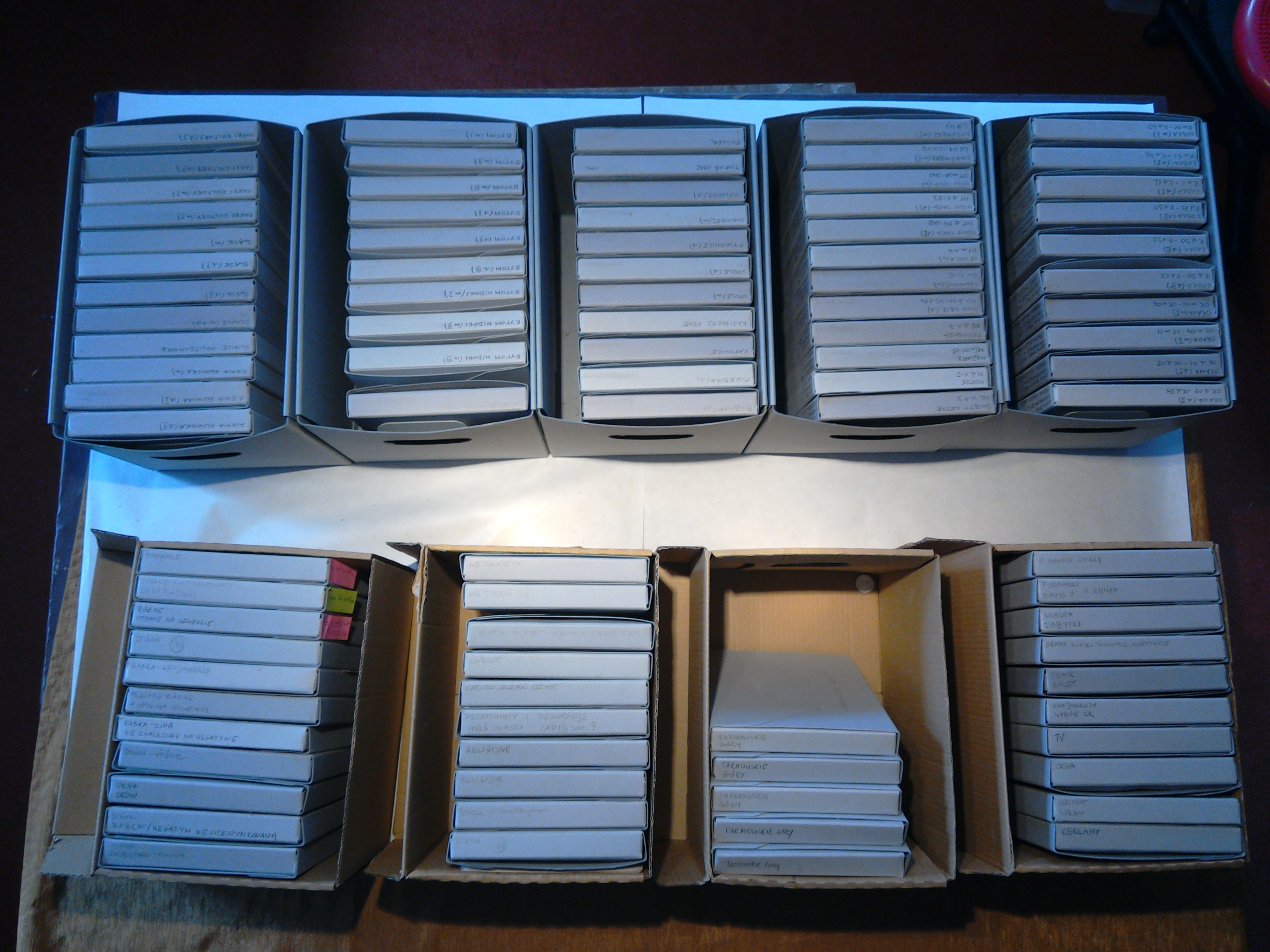
Fragment zasobu archiwum Fundacji im. Zofii Rydet po zakończeniu prac archiwizacyjnych nad jednym z cykli fotograficznych. Nowe pudła i koperty z bezkwasowych materiałów archiwizacyjnych, zawierające zinwentaryzowane autorskie fotografie.

Najważniejszą dotychczas realizacją jest prowadzony w latach 2012–2016, we współpracy z Fundacją Sztuk Wizualnych, Muzeum Sztuki Nowoczesnej w Warszawie oraz Czytelnią Sztuki w Gliwicach, szeroko zakrojony projekt poświęcony cyklowi „Zapis Socjologiczny”. Owocami tych prac są portal zofiarydet.com, wystawa „Zofia Rydet. Zapis 1978–1990”, która miała miejsce w Muzeum Sztuki Nowoczesnej w Warszawie oraz album „Zapis” (Gliwice, 2015) z tekstem oraz wyborem fotografii Wojciecha Nowickiego i opracowaniem graficznym Witolda Siemaszkiewicza.
W 2016 rozpoczęto prace inwentaryzacyjne, archiwizacyjne oraz digitalizację zbioru zdjęć „Dokumentacje 1950–1978”. Jest to okres twórczości Rydet, z którego wywodzą się kolejne cykle twórcze (m.in. „Mały człowiek”, „Czas przemijania”, „Świat uczuć i wyobraźni”), a także „Prezapis” (zdjęcia poprzedzające „Zapis socjologiczny”) oraz tysiące nieznanych dotychczas ujęć, ukazujących drogę twórczą artystki.
Prace digitalizacyjne zrealizowane zostały we współpracy z Fundacją Lablab oraz studiem fotograficznym Studio 906 w Krakowie.
Od 2016 roku Fundacja współpracuje z Galerią Raster w Warszawie.
Działalność Fundacji wspierana jest dotacjami finansowymi Ministerstwa Kultury i Dziedzictwa Narodowego, Naczelnej Dyrekcji Archiwów Państwowych, Marszałka Województwa Małopolskiego oraz Urzędu Miasta Rabka.

## Wybrane wystawy
- 2008 – Zofia Rydet: Zapis Socjologiczny, Galeria Starmach, Kraków (w ramach Miesiąca Fotografii)[14]
- 2008 – Dokumentaliski – polskie fotografki XX w. – wystawa zbiorowa, Zachęta Narodowa Galeria Sztuki, Warszawa
- 2011 – Łuk realizmu. Zofia Rydet 1911-1997 – w stulecie urodzin, w ramach Fotofestiwalu w Łodzi, Muzeum Kinematografii, Łódź
- 2012 – Zapis Socjologiczny, Czytelnia Sztuki w Gliwicach
- 2012 – Dopełnienie konieczne, Muzeum Śląskie[15]
- 2015 – Zofia Rydet. Zapis socjologiczny (1978-1990), Gdańska Galeria Fotografii Muzeum Narodowego w Gdańsku
- 2015/2016 – Zofia Rydet. Zapis 1978-1990, Muzeum Sztuki Nowoczesnej w Warszawie
- 2016 – Zapis socjologiczny, Muzeum Śląska Opolskiego, w ramach Opolskiego Festiwalu Fotografii OFF 2016 w Opolu
- 2016 – Zapis socjologiczny, Oddział Fotograficzny Muzeum Regionalnego w Mielcu – „Jadernówka”
- 2016/2017 – Zofia Rydet. Répertoire 1978 – 1990, Galeria Jeu de Paume – Chateau de Tours, Francja
- 2016 – Coś, co zostanie, Galeria Pod Aniołem, Rabka-Zdrój[16]
- 2017 – Zapis socjologiczny 1978 – 1990. Wyimki: Śląsk i Podhale, Muzeum Miejskie w Tychach
- 2017– Zofia Rydet – fotografie, Galeria Miejsce Sztuki44, Świnoujście
- 2017 – Zofia Rydet. Fotografia, Muzeum Narodowe w Szczecinie
- 2017 – Zofia Rydet – Dokumentacje – Architektura 1963 – 1974, Galeria X, Politechnika Śląska, Gliwice
- 2018 – Zapis socjologiczny 1978-1990, Centrum Kultury i Sportu w Krzeszowicach
- 2018 – Niepokorność dalekich dróg, BWA w Olsztynie
- 2018 – Malowane domy. Władysław Hasior i Zofia Rydet, BWA w Tarnowie
- 2019 – Zofia Rydet. Zapis socjologiczny, w ramach Rzeszowskiego Weekendu Fotografii “Patrz!Szeroko”
- 2021 – Świat uczuć i wyobraźni Zofii Rydet na Gwangju Biennale w Korei Południowej
- 2021 – Jerzy Lewczyński. Zofia Rydet. Retoryka Pustki, Galeria Miasta Ogrodów w Katowicach
- 2021 – Zofia Rydet. Idę dobrą drogą, Miejskim Biurze Wystaw Artystycznych w Lesznie
- 2022 – Zofia Rydet. Mały człowiek, Galeria Sztuk Wizualnych Vauxhall w KrzeszowicachZofia Rydet, „Zapis socjologiczny”, 1978 r., Śląsk, Smolnica

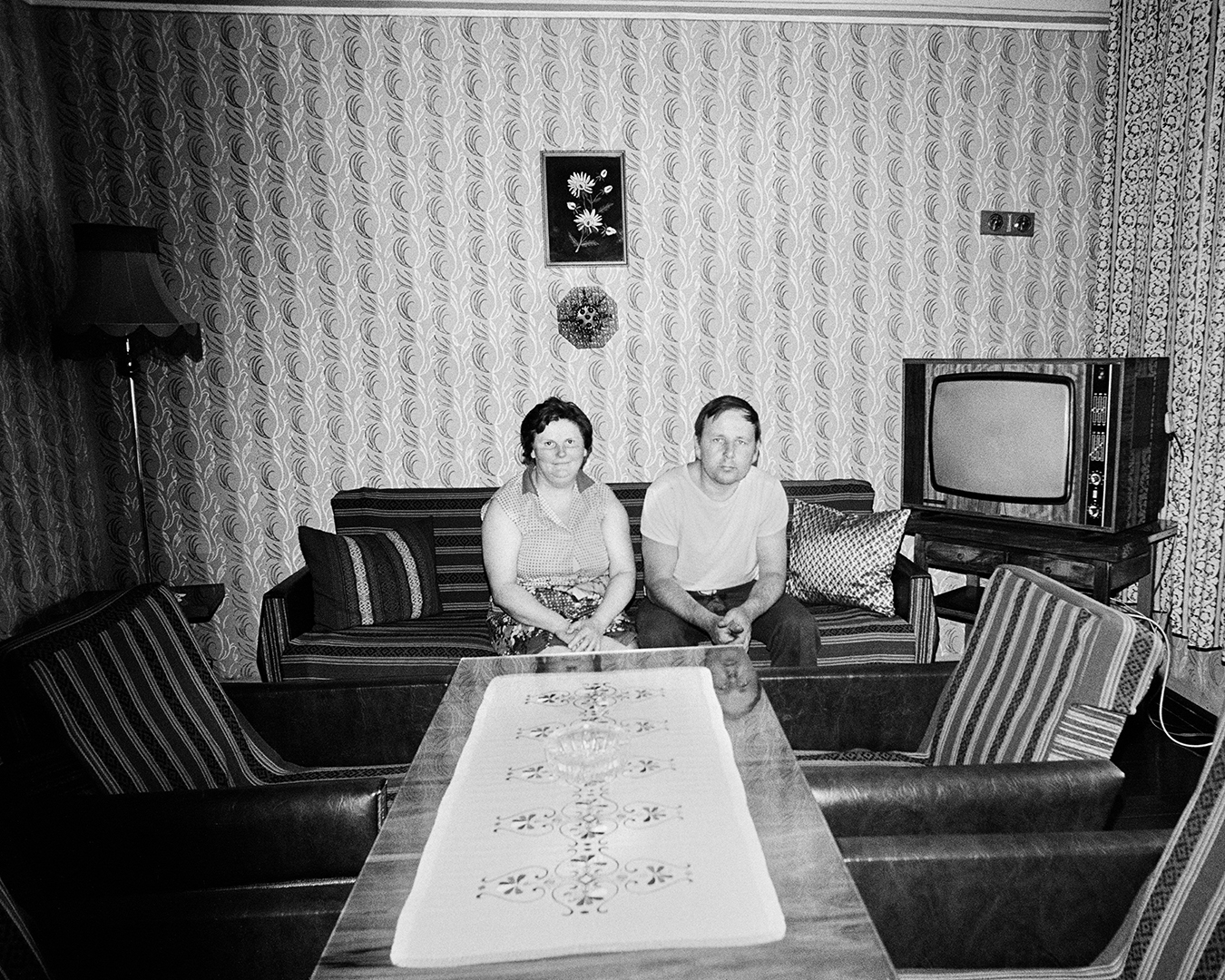
Zofia Rydet, „Zapis socjologiczny”, 1978 r., Śląsk, Smolnica

## Wydawnictwa
- Zofia Rydet: Zapis socjologiczny 1978–1990. Gliwice: Muzeum w Gliwicach, 2017, seria: Czytelnia Sztuki. ISBN 978-83-89856-91-3. Brak numerów stron w książce
- Zofia Rydet: Inwentaryzacja wizerunków. Karol Jóźwiak (tekst). Kraków: Muzeum Śląskie, 2013. ISBN 978-83-62485-06-2. Brak numerów stron w książce
- Zofia Rydet: Mały człowiek. Warszawa: Fundacja Archeologia Fotografii, 2012. ISBN 83-936045-1-6. Brak numerów stron w książce